# فولاد ساختمانی

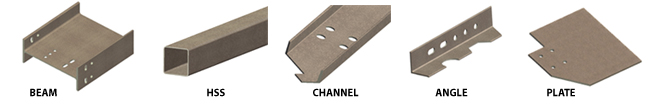
اشکال مختلف پروفیل‌های فولادی

فولاد ساختمانی یک اصطلاح کلی برای مواد فولادی است که برای ساخت مصالح ساختمانی در اشکال مختلف مورد استفاده قرار می‌گیرد. بسیاری از پروفیلهای فولادی به شکل یک تیر بلند است و مشخصات یک مقطع خاص را دارد. شکل پروفیل‌های فولادی، اندازهٔ آن، ترکیب شیمیایی، مشخصات مکانیکی مانند؛ مقاومت، شیوه‌های ذخیره‌سازی و غیره با استفاده از استانداردها در اکثر کشورهای صنعتی تنظیم می‌شود.
اکثر پروفیل‌های فولادی مانند تیرهای با مقطع I، گشتاور دوم سطح بالایی دارند، به این معنی که از نظر سطح مقطع بسیار قوی هستند و در نتیجه می‌توانند میزان بار زیادی را بدون تغییر شکل درخور اهمیت تحمل کنند.

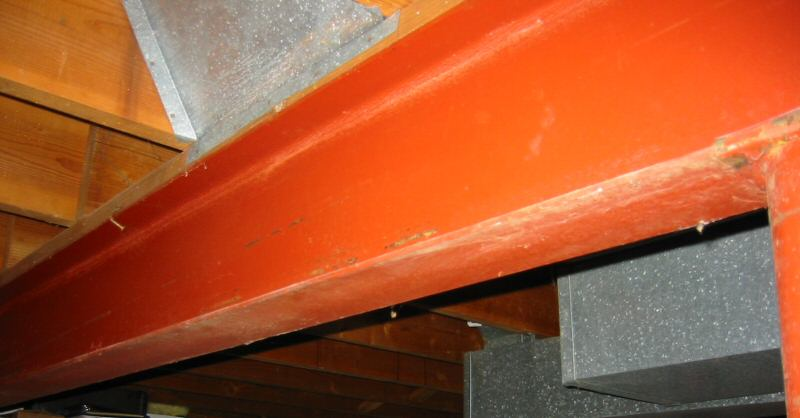
در این حالت یک تیر فولادی با مقطع I شکل، به عنوان تکیه گاه تیرچه‌های چوبی در یک خانه استفاده می‌شود.

## پروفیل‌های ساختمانی معمولی
شکل پروفیل‌های موجود در بسیاری از استانداردهای منتشر شده در سطح جهان شرح داده شده‌است، و تعدادی مقاطع ویژه و اختصاصی نیز موجود است.
- I -beam (مقطع I شکل - در انگلیس این شامل تیرهای جهانی (UB) (به انگلیسی: Universal Beams) و ستون‌های جهانی (UC) (به انگلیسی: Universal Columns) است؛ در اروپا شامل IPE , HE , HL , HD و سایر مقاطع است؛ در ایالات متحده شامل پروفیل‌های بال پهن است. (پروفیل‌های WFیا W) و مقطع H)
- پروفیل‌های Z (نیمی از فلنج‌ها در جهت‌های مخالف)
- HSS-Shape (مقاطع جدار نازک (به انگلیسی: Hollow structural section) همچنین به عنوان SHS (به انگلیسی: structural hollow section) (مقاطع سازه ای توخالی) شناخته می‌شود و شامل مقاطع عرضی مربع، مستطیل، دایره ای (لوله) و بیضوی است)
- نبشی (مقطع L شکل)
- ناودانی ساختمانی یا ᑕ beam یا مقطع ᑕ
- Tee (مقطع T شکل)
- پروفیل ریل راه‌آهن (تیر I نامتقارن)
  - ریل راه‌آهن
  - ریل راه‌آهن Vignoles
  - ریل راه‌آهن فلنج دار T شکل
  - ریل راه‌آهن شیاردار
- شمش، یک قطعه بلند با مقطع مستطیل شکل، اما نه آنقدر عریض که به آن ورق گفته شود.
- میله، یک مقطع گرد یا مربع با طول زیاد نسبت به عرض آن. همچنین میلگرد و رولپلاک را ببینید.
- صفحه، ورق‌های فلزی ضخیم‌تر از ۶ میلی‌متر یا 1⁄4 اینچ است.
- تیرچههای فلزی با جان باز

بسیاری از مقاطع با نورد گرم یا سرد ساخته می‌شوند، برخی دیگر با جوش دادن صفحات مسطح یا خم شده با یکدیگر ساخته می‌شوند (برای مثال، بزرگ‌ترین مقاطع جدار نازک دایره ای از خم کردن یک صفحه صاف به شکل یک دایره و جوش دادن درز ساخته می‌شوند).
اصطلاحات آهن نبشی، آهن ناودانی و آهن ورق از سال های قبل به‌طور معمول، قبل از اینکه واژه فولاد به جای آهن فرفورژه به منظور مقاصد تجاری جایگزین شود، استفاده می‌شده‌است. این اصطلاحات بعد از عصر آهن فرفورژه نیز مصطلح بوده‌اند و امروزه هنوز هم علیرغم اینکه نادرست هستند، به‌طور غیررسمی و در اشاره به انبار نبشی فلزی، انبار ناودانی و ورق شنیده می‌شوند. (مقایسه کنید، «ورق حلبی»، هنوز هم گاهی اوقات به‌طور غیررسمی برای فویل آلومینیوم استفاده می‌شود). در نوشتن رسمی برای زمینه‌های کارهای فلزی، اصطلاحات دقیقی مانند انبار نبشی، انبار ناودانی و ورق استفاده می‌شود.

## مشخصات فنی پروفیل ساختمانی
یکی از مهم‌ترین مشخصات پروفیل در زمان خرید، ابعاد، سایز، ضخامت و وزن قوطی است که به شرح زیر است.
1. انواع پروفیل مستطیلی و مربعی در سایز و ابعاد متفاوتی تولید می‌شوند و دارای وزن متفاوتی هستند که در جدول اشتال پروفیل به تفکیک موجود است.
2. وزن پروفیل هر کارخانه با توجه به ضخامت و طول محصول متفاوت است که می‌توانید در جدول محاسبه وزن پروفیل آن را مشاهده کنید.
3. ضخامت هر پروفیل بین 0.5 تا 6 میلی‌متر و طول پروفیل بین 6 تا 12 میلی‌متر است.
4. انواع پروفیل مطابق با استانداردهای مختلف اروپایی BS EN 10219 تولید می‌شوند.  [۲]

## استانداردها

### فولادهای ساختمانی استاندارد (اروپا)
بیشتر فولادهای مورد استفاده در اروپا مطابق با استاندارد اروپایی EN 10025 مشخص شده‌اند. با این حال، بسیاری از استانداردهای ملی نیز در قوت خود باقی می‌مانند.
درجات معمولی به عنوان 'S275J2' یا 'S355K2W' توصیف می‌شود. در این مثال‌ها، "S" به جای فولاد مهندسی، فولاد ساختمانی را نشان می‌دهد. ۲۷۵ یا ۳۵۵ حد جاری شدن فولاد به نیوتن در هر میلی‌متر مربع یا مگا باسگال (به انگلیسی: megapascals) را نشان می‌دهد. J2 یا K2 با استناد به مقادیر آزمایش ضربه چارپی، سختی مواد را بیان می‌کند؛ و "W" به معنی فولاد هوازده است. از حروف بیشتر می‌توان برای تعیین فولاد دانه ریز ('N' یا 'NL')فولاد آبدیده (به انگلیسی: quenched and tempered steel)('Qیا 'QL')؛ و فولاد نورد حرارتی ("M" یا "ML") استفاده کرد.

#### S275JOH
مشخصات S275JOH، درجه فولاد در مشخصات EN 10219، استاندارد EN 10210 است؛ و بیشترین مشخصات مورد استفاده، استاندارد EN10219 است که از مقاطع جدار نازک جوش شده که به صورت سرد شکل داده شده‌اند و از فولادهای غیر آلیاژی و دانه ریز تشکیل شده‌است.

#### EN10219
شرایط تحویل فنی برای پروفیل‌های ساختمانی از مقاطع جدار نازک جوش شده که به صورت سرد شکل داده شده و به فرم‌های دایره ای، مربع یا مستطیل می‌باشند را مشخص می‌کند و برای مقاطع جدار نازک شکل داده شده به صورت سرد، که بدون عملیات حرارتی بعدی ایجاد می‌شود، اعمال می‌شود. شرایط لازم برای پذیرش لوله S275JOH، ابعاد و خصوصیات مقطع لوله s275 در EN 10219-2 موجود است.
فرایند تولید لوله‌های فولادی S275JOH: فرایند تولید فولاد باید به اختیار سازنده فولاد باشد. لوله‌های فولادی کربنی S275JOH را می‌توان در فرایند ERW , SAW یا بدون درز و یکپارچه ساخت. تمام مواد فولادی S275JOH و لوله‌های S275JOH باید مطابق با استانداردهای EN10219 باشند.
حد جاری شدن فولادهای در دسترس ۱۹۵، ۲۳۵، ۲۷۵، ۳۵۵، ۴۲۰ و ۴۶۰ است، اگرچه برخی از انواع فولاد بیشتر از سایر موارد استفاده می‌شود، به عنوان مثال در انگلیس، تقریباً تمام فولادهای ساختمانی از درجه S275 و S355 هستند. درجات بالاتر در مواد فولاد آبدیده موجود است (۵۰۰، ۵۵۰، ۶۲۰، ۶۹۰، ۸۹۰ و ۹۶۰ - گرچه درجات بالاتر از ۶۹۰، در حال حاضر در صورت استفاده در ساخت و ساز، به ندرت قابل دسترسی هستند)
مجموعه ای از یورونورم‌ها، شکل مجموعه ای از پروفیل‌های ساختمانی استاندارد را تعریف می‌کنند:
- تیر I اروپا: IPE - یورونورم ۱۹-۵۷
- تیر I اروپا: IPN - DIN 1025-1
- تیر بال پهن اروپا: HE - Euronorm 53-62
- ناودانی‌های اروپایی: UPN - DIN 1026-1
- پروفیل‌های سرد فرم داده شده اروپایی IS 800-1

### فولادهای ساختمانی استاندارد (ایالات متحده)
فولادهای مورد استفاده در ساخت و ساز در ایالات متحده، از آلیاژهای استانداردی که توسط ای‌اس‌تی‌ام بین‌الملل شناسایی و مشخص شده‌اند، استفاده می‌کنند. این فولادها دارای یک شناسایی آلیاژ هستند که با A و سپس دو، سه یا چهار عدد پس از آن شروع می‌شود. درجات چهار عددی AISI فولاد که معمولاً برای مهندسی مکانیک، ماشین آلات و وسایل نقلیه استفاده می‌شود یک سری مشخصات کاملاً متفاوت است.
فولادهای ساختمانی استاندارد که معمولاً مورد استفاده قرار می‌گیرند عبارتند از:

#### فولادهای کربنی
- A36 -پروفیل‌ها و ورق ساختمانی.
- A53 - لوله هاو پروفیل‌های لوله ای ساختمانی.
- A500 - لوله هاو پروفیل‌های لوله ای ساختمانی.
- A501 -لوله هاو پروفیل‌های لوله ای ساختمانی.
- A529 - پروفیل‌ها و ورق ساختمانی.
- A1085 - لوله هاو پروفیل‌های لوله ای ساختمانی.

#### فولادهای کم آلیاژ مقاومت بالا
- A441 - پروفیل‌ها و ورق‌های ساختمانی - (جایگزین توسط A572)
- A572 - پروفیل‌ها و ورق‌های ساختمانی.
- A618 - لوله هاو پروفیل‌های لوله ای ساختمانی.
- A992 - کاربردهای ممکن تیرهای مقاطع بال پهن W یا I هستند.
- A913 - پروفیل‌های آبدیده بال پهن W (به انگلیسی: Quenched and Self Tempered (QST) W shapes)
- A270 - پروفیل‌ها و ورق‌های ساختمانی.

#### فولادهای مقاوم در برابر خوردگی با آلیاژ کم و مقاومت بالا
- A243 - پروفیل‌ها و ورق‌های ساختمانی.
- A588 - پروفیل‌ها و ورق‌های ساختمانی.

#### فولادهای آلیاژی آبدیده
- A514 - پروفیل‌ها و ورق‌های ساختمانی.
- A517 - دیگهای بخار و مخازن تحت فشار.
- فولاد اگلین - اقلام ارزان قیمت هوا فضا و تسلیحات.

#### فولاد آهنگری شده

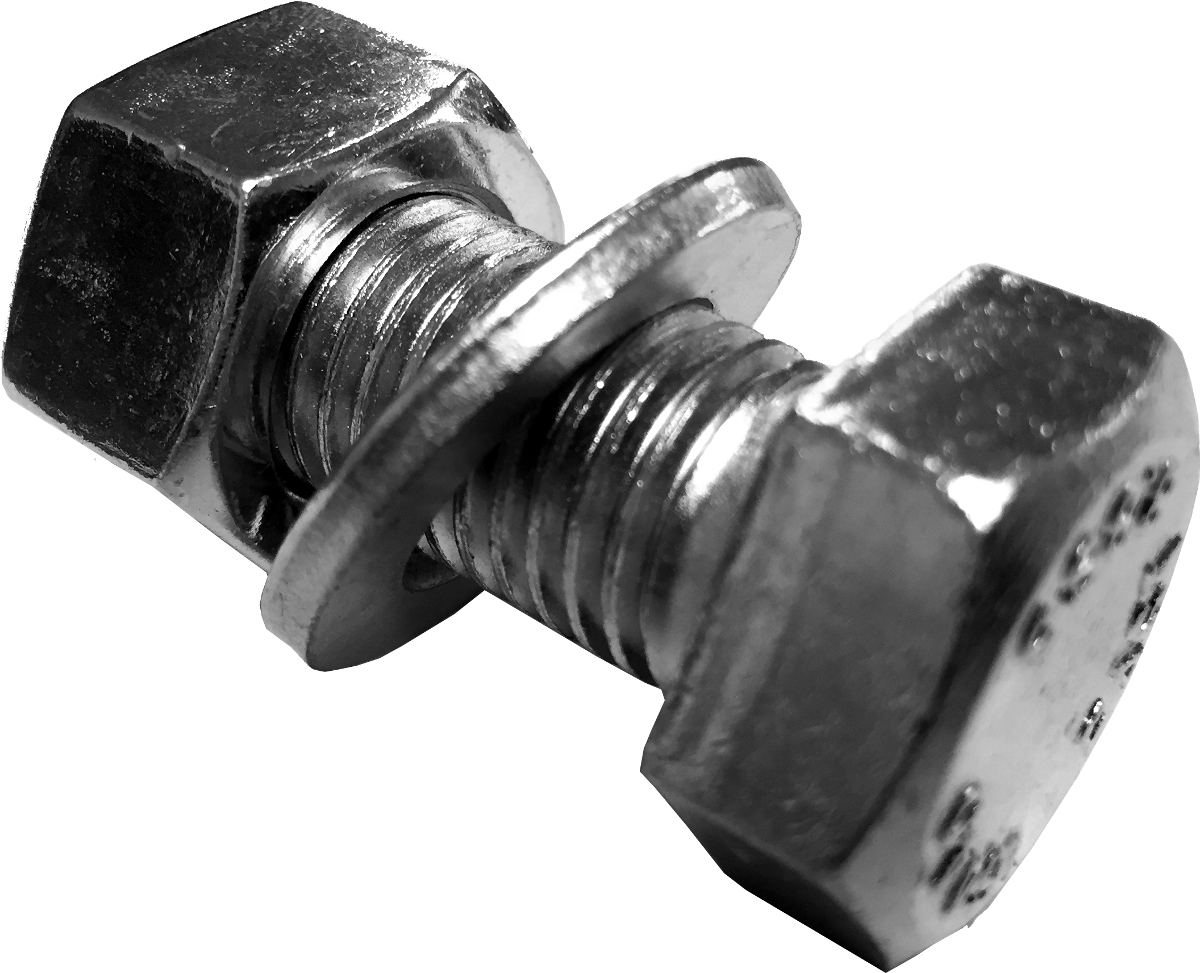
مونتاژ پیچ معمولی (EN 15048)

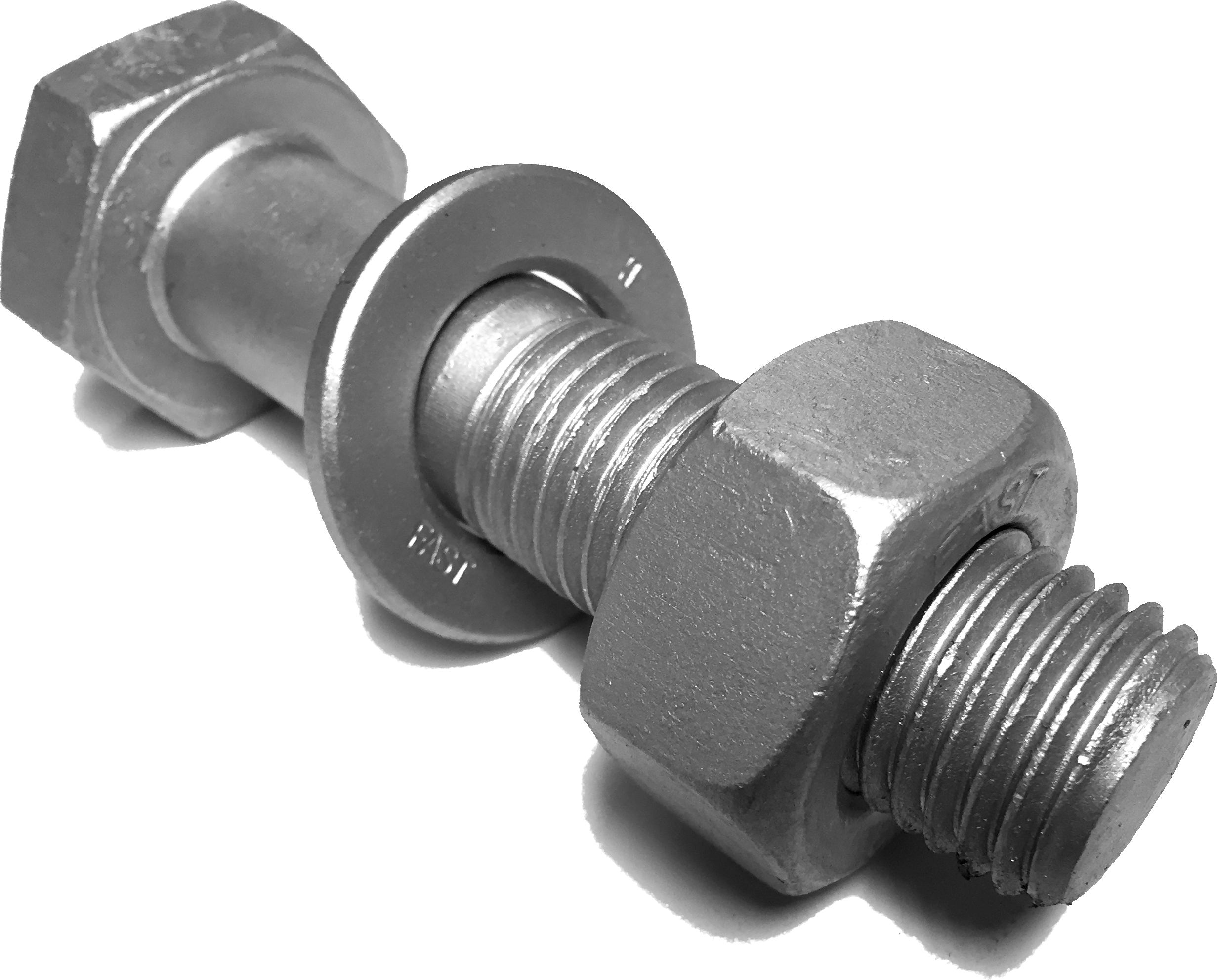
مونتاژ پیچ پیش تنیده (EN 14399)

- A668 - فولاد آهنگری

### برچسب CE
مفهوم نشان سی‌ای، برای کلیه محصولات ساختمانی و محصولات فولادی، توسط دستورالعمل محصولات ساختمانی (CPD) معرفی شده‌است. CPD یک دستورالعمل اروپایی است که انتشار مجاز همه محصولات ساختمانی در اتحادیه اروپا را مراقبت می‌کند.
از آنجا که اجزای فولادی دارای «ایمنی حیاتی» هستند، درج نشان CE روی آنها فقط در صورتی مجاز است که سیستم کنترل تولید کارخانه (FPC) ای که این محصولات فولادی در آن تولید می‌شود توسط یک نهاد صدور گواهینامه مناسب که به تأیید کمیسیون اروپا رسیده‌است، ارزیابی شود.
در مورد محصولات فولادی مانند مقاطع فولادی، پیچ و مهره‌های ساخته شده از فولاد، برچسب CE نشان می‌دهد که این محصول با استاندارد هماهنگ مربوط مطابقت دارد.
برای سازه‌های فولادی استانداردهای اصلی هماهنگ عبارتند از:
- قطعات و صفحه فولادی - EN 10025-1
- مقاطع توخالی - EN 10219-1 و EN 10210-1
- پیچ‌های قابل پیش تنیدگی - EN 14399-1
- پیچ‌های غیرقابل پیش تنیدگی - EN 15048-1
- فولاد ساخته شده - EN 1090 -1

استانداردی از سازه‌های فولادی که برچسب CE را پوشش می‌دهد، EN 1090 -1 است. این استاندارد در اواخر سال ۲۰۱۰ وارد شده‌است. پس از یک دوره انتقال دو ساله، برچسب CE در بیشتر کشورهای اروپایی، در اوایل سال ۲۰۱۲ اجباری خواهد شد. تاریخ رسمی پایان دوره انتقال ۱ ژوئیه ۲۰۱۴ است.

## فولاد در مقابل بتن

### انتخاب مصالح سازه ای ایده‌آل
بیشتر پروژه‌های ساختمانی نیاز به استفاده از صدها مصالح مختلف دارد. این مصالح از بتن با مشخصات مختلف، فولاد ساختمانی با مشخصات مختلف، خشت، ملات، سرامیک، چوب و غیره متغیر است. از منظر اسکلت باربر سازه ای، آنها به‌طور کلی از فولاد ساختمانی، بتن، سازه بنایی و / یا چوبی، با استفاده از ترکیبی مناسب از هرکدام برای ایجاد یک سازه کارآمد، تشکیل می‌شوند. بیشتر سازه‌های تجاری و صنعتی در درجه اول با استفاده از فولاد ساختمانی یا بتن مسلح ساخته می‌شوند. هنگام طراحی سازه، مهندس باید تصمیم بگیرد که، اگر نه هر دو، کدامیک از این دو ماده برای طراحی مناسب تر است. در انتخاب مصالح ساختمانی فاکتورهای زیادی در نظر گرفته شده‌است. هزینه معمولاً یک عامل کنترل‌کننده است. با این حال، ملاحظات دیگری مانند وزن، مقاومت، قابلیت ساخت و ساز، در دسترس بودن، پایداری و مقاومت در برابر آتش قبل از اتخاذ تصمیم نهایی، مورد توجه قرار می‌گیرد.
- هزینه - هزینهٔ این مصالح ساختمانی کاملاً به موقعیت جغرافیایی پروژه و میزان در دسترس بودن مصالح وابسته است. همان‌طور که قیمت بنزین نوسان می‌کند، همین‌طور قیمت‌های سیمان، سنگدانه، فولاد و غیره نیز در نوسان است. حدود نیمی از هزینه‌های ساخت و اجرای سازهٔ بتن آرمه، ناشی از قالب‌بندی مورد نیاز برای اجرای بتن می‌باشد که مربوط به چوب و الوار لازم برای ساختن «قالب» یا ظرفی است که بتن در آن ریخته می‌شود و تا زمان گرفتن بتن در آن نگهداری می‌شود. هزینه قالب‌ها باعث می‌شود که بتن پیش ساخته، به دلیل کاهش هزینه و زمان، به عنوان گزینه‌ای مناسب برای طراحان باشد.[۸] با توجه به اینکه فولاد به صورت وزنی فروخته می‌شود، این مسئولیت طراح سازه است که در عین حفظ ایمنی طرح سازه‌ای، سبک‌ترین اعضای ممکن را برای سازه مشخص کند. یک روش دیگر در طراحی سازه، برای کاهش هزینه‌های سازه، استفاده از اعضای فولادی یکسان به میزان زیاد و تا حد امکان، عدم استفاده زیاد از اعضای منحصر به فرد و متنوع است.[۹]
- نسبت مقاومت به وزن - مصالح ساختمانی معمولاً براساس نسبت مقاومت به وزن یا مقاومت ویژه طبقه‌بندی می‌شوند. این به عنوان مقاومت یک ماده نسبت به چگالی آن تعریف می‌شود. این نسبت برای مهندس سازه نشانه‌ای است که یک نوع از مصالح ساختمانی در مقایسه با وزن آن، تا چه اندازه مفید است. با توجه به اینکه، وزن مصالح (به‌طور معمول) ارتباط مستقیم با هزینه آن و سهولت در ساخت دارد. مقاومت فشاری بتن معمولاً ده برابر مقاومت کششی آن است و در نتیجه نسبت بالای مقاومت به وزن آن فقط در مورد مقاومت فشاری آن است.[۱۰]
- پایداری - بسیاری از شرکت‌های ساختمانی و فروشندگان مصالح، برای تبدیل خود به شرکتی بیشتر سازگار با محیط زیست، در تلاش هستند. پایداری به یک موضوعِ مطرحِ کاملاً جدید برای مواد و مصالحی که قرار است برای چند نسل زمانی مختلف در محیط زیست قرار داده شوند، تبدیل شده‌است. ماده‌ای پایدار محسوب می‌شود که، هم در زمان نصب و هم در طول چرخهٔ عمر مواد، کمترین تأثیر را بر محیط زیست داشته باشد. بتن آرمه و فولاد ساختمانی، هر دو؛ در صورت استفاده صحیح، از این قابلیت که یک گزینه ساخت و ساز پایدار باشند، برخوردار هستند. بیش از ۸۰٪ از اعضای فولاد ساختمانی، امروزه از فلزات بازیافت شده به نام فولاد A992 ساخته می‌شوند. اعضای ساخته شده از این ماده، نسبت به اعضای فولادی که قبلاً مورد استفاده قرار می‌گرفتند (درجه A36) ارزان‌تر است و همچنین از نسبت مقاومت به وزن بالاتری برخوردار است.[۱۱] از دیدگاه پایداری نیز بتن مسلح می‌تواند گزینه‌ای بسیار پایدار باشد. مصالح تشکیل دهندهٔ بتن، به‌طور طبیعی موادی هستند که برای محیط زیست مضر نیستند. همچنین، امروزه می‌توان بتن را به صورت نفوذپذیر اجرا کرد به طوری که به جریان آب اجازه دهد در یک سطح روسازی شده جریان یابد و در نتیجه، حجم ساخت و سازهای زیرساختی بیشتر؛ که خود می‌تواند سبب تخریب احتمالی بیشتر محیط زیست شود، کاهش یابد. همچنین بتن را می‌توان خرد کرده و از آن در مصارف بتنی آینده، به عنوان مصالح سنگی (سنگدانه) استفاده کرد؛ به این معنی که لزوماً از آن فقط برای محل دفن زباله استفاده نمی‌شود.[۱۲]
- مقاومت در برابر آتش - یکی از خطرناک‌ترین خطرات ساختمان، خطر آتش‌سوزی است. این امر به ویژه در آب و هوای خشک، بادی و برای سازه‌های چوبی صادق است. ملاحظات ویژه باید برای فولاد ساختمانی در نظر گرفته شود تا اطمینان حاصل شود که ساختمان در شرایط خطرناک آتش‌سوزی قرار ندارد. بتن آرمه از نظر ذاتی در صورت بروز آتش‌سوزی تهدیدی ایجاد نمی‌کند و حتی در برابر گسترش آتش و همچنین دما مقاومت می‌کند. این امر باعث می‌شود که بتن از نظر عایق بودن، از مصالح عالی باشد و با کاهش انرژی مورد نیاز برای حفظ آب و هوا، «پایداری» ساختمان را بهبود بخشد.
- خوردگی - هنگام انتخاب نوع مصالح یک سازه، در نظر گرفتن دوره عمر ساختمان مهم است. برخی از مصالح نسبت به خوردگی ناشی از عناصر محیط اطراف خود مانند آب، گرما، رطوبت یا نمک حساس هستند. هنگام نصب یک مادهٔ ساختمانی، برای جلوگیری از خطرات احتمالی خوردگی، باید ملاحظات خاص در نظر گرفته شود. این امر همچنین باید برای ساکنین ساختمان روشن شود زیرا ممکن است یک فرایند تعمیر و نگهداری برای جلوگیری از خوردگی لازم باشد. به عنوان مثال، فولاد ساختمانی نمی‌تواند در معرض عوامل محیطی باشد زیرا هرگونه رطوبت یا تماس با آب باعث زنگ زدگی آن می‌شود. در هنگام زنگ زدگی فولاد، یکپارچگی سازه‌ای ساختمان به خطر افتاده و برای بقیه ساکنین یا ساکنین ساختمان‌های اطراف آن نیز خطر احتمالی ایجاد می‌کند.

### بتن آرمه
- خصوصیات - به‌طور کلی متشکل از سیمان پرتلند، آب، سنگدانه ساختمانی (درشت و ریز) و میله‌های تقویت کننده از فولاد (میلگرد) می‌باشد. بتن نسبت به فولاد ارزان‌تر است.
- مقاومت - بتن یک ماده کامپوزیت با خواص مقاومت فشاری نسبتاً بالا است، اما فاقد استحکام /شکل بذیری کافی در کشش است این خصوصیات ذاتاً بتن را به عنوان ماده ای مفید برای تحمل وزن سازه تبدیل می‌کند. تقویت بتن با میلگردهای فولادی باعث افزایش مقاومت کششی بتن و همچنین افزایش شکل پذیری و قابلیت ارتجاعی سازه می‌شود.
- قابلیت ساخت - بتن آرمه باید ریخته شود و بماند تا بگیرد، یا سخت شود. پس از گیرش (به‌طور معمول ۱–۲ روز)، بتن باید به عمل بیاید، فرایندی که در آن، بتن واکنش شیمیایی بین عناصر سیمانی و آب را تجربه می‌کند. مراحل به عمل آمدن بتن بعد از ۲۸ روز کامل است. با این حال، بسته به ماهیت سازه، ساخت و ساز ممکن است بعد از ۱–۲ هفته ادامه یابد. بتن تقریباً به هر شکل و اندازه قابل ساخت است. تقریباً نیمی از هزینه استفاده از بتن مسلح در یک پروژه ساختمانی به ساخت قالب‌ها مربوط می‌شود. به منظور صرفه جویی در وقت و در نتیجه هزینه‌ها، اعضای بتنی سازه می‌تواند به صورت پیش ساخته مورد استفاده قرار گیرند. در این صورت تیر، شاهتیر یا ستون بتن آرمه خارج از سایت ریخته شده، و برای به عمل آمدن رها می‌شود. پس از فرایند به عمل آمدن، عضو بتنی می‌تواند به محوطه کارگاه تحویل داده شود و به محض نیاز نصب شود. از آنجا که عضو بتنی قبل از ورود به کارگاه به عمل آمده‌است، عملیات اجرایی می‌تواند بلافاصله پس از نصب ادامه یابد.[۱۰]
- مقاومت در برابر آتش - مقاومت بتن در برابر آتش بسیار عالی است، و نیازی به هزینه اضافی در ساخت و ساز، برای رعایت استانداردهای حفاظت از آتش کد بین‌المللی ساختمان (IBC)، نیست. با این حال، در ساختمان‌های بتنی هنوز هم به احتمال زیاد از مواد دیگری استفاده می‌کنند که در برابر آتش مقاوم نیستند؛ بنابراین، یک طراح باید در استفاده از بتن و جایی که به مواد غیر مقاوم در برابر آتش نیاز دارد، توجه کند تا در طراحی کلی، از عوارض بعدی جلوگیری کند.
- خوردگی - بتن آرمه، هنگامی که به درستی ساخته شود، از مقاومت بسیار خوبی در برابر خوردگی برخوردار است. بتن نه تنها در برابر آب مقاوم است، بلکه برای به عمل آمدن نیز به آب نیاز دارد تا با گذشت زمان مقاومت نهایی خود را به دست آورد. با این وجود، برای جلوگیری از خوردگی میلگرد فولادی، نباید میلگردها به صورت نمایان در بتن قرار گیرند، زیرا خوردگی میلگرد فولادی می‌تواند مقاومت نهایی سازه را به میزان قابل توجهی کاهش دهد. مؤسسه بتن آمریکا مشخصات طراحی لازم برای اطمینان از وجود پوشش کافی بتن روی میلگردهای فولادی را برای یک مهندس مقرر می‌کند تا از در معرض آب قرار گرفتن میلگردها جلوگیری کند. میزان پوشش بتن روی میلگرد باید مشخص شود زیرا ترک خوردگی بتن در محل‌هایی که دارای تنش کششی است یا درقسمت‌هایی که دارای میلگردهای تقویتی به منظور حمل همان تنش کششی ذکرشده است، اجتناب ناپذیر خواهد بود. در صورت ترک خوردگی بتن، این ترک مسیری را برای حرکت مستقیم آب به سمت میلگردهای تقویتی فراهم می‌کند. به عنوان یک اقدام درجه دوم برای جلوگیری از خوردگی میلگردها در اثر تماس با آب، برخی از میلگردهای تقویتی با اپوکسی پوشش داده شده‌اند. این روش، با توجه به هزینه بالاتر میلگردهای با اندود اپوکسی، هزینه‌های بالاتری را در کل پروژه ایجاد می‌کند. همچنین هنگام استفاده از میلگردهای با اندود اپوکسی، اعضای بتن مسلح باید بزرگتر و همچنین مقاوم تر طراحی شوند تا تأثیر کاهنده اندود اپوکسی در از بین رفتن اصطکاک بین میلگردهای تقویتی و بتن جبران شود. این اصطکاک تنش چسبندگی نامیده می‌شود و وجود آن برای پیوستگی سازه ای یک عضو بتنی بسیار حیاتی است.

### فولاد ساختمانی
- خصوصیات - مقاومت فشاری و همچنین مقاومت کششی فولاد ساختمانی با مقاومت‌های نسبت داده شده به بتن متفاوت است.[۱۰]
- مقاومت - با دارا بودن مقاومت بالا، سختی، سفتی و خاصیت انعطاف‌پذیری، فولاد یکی از متداول‌ترین مصالح در ساخت و ساز ساختمان‌های تجاری و صنعتی است.[۱۳]
- قابلیت ساخت - فولاد تقریباً به هر شکلی قابل ساخت است که با اتصالات پیچی یا جوشی در ساخت و ساز قابل استفاده است. به محض تحویل مصالح در کارگاه ساختمانی، می‌توان سازه فولادی را نصب کرد، در حالی که بتن، حداقل ۱–۲ هفته پس از ریختن و قبل از ادامه عملیات اجرایی، باید به عمل آورده شود، و این باعث می‌شود که فولاد به عنوان مصالح سازه ای سازگار با برنامه عملیات اجرایی باشد.
- مقاومت در برابر آتش - فولاد ذاتاً ماده‌ای غیرقابل اشتعال در برابر آتش است؛ ولی به هر حال، هنگامی که تا درجه حرارت‌هایی؛ مانند گرمایی که در جریان یک حادثهٔ آتش‌سوزی ایجاد می‌شود گرم می‌شود، مقاومت و سختی آن به میزان قابل توجهی کاهش می‌یابد. قوانین بین‌المللی ساختمان، پوشش‌دادن کافی فولاد را در مواد ضد حریق الزامی می‌دانند، که این باعث افزایش هزینه کلی ساختمان‌های با اسکلت فلزی می‌شود.

خوردگی - فولاد در هنگام تماس با آب، می‌تواند دچار خوردگی شودو یک سازه بالقوه خطرناک را ایجاد می‌کند. برای جلوگیری از هرگونه خوردگی در طول عمر یک سازه فولادی، باید در ساخت سازه‌های فلزی اقدامات لازم صورت گیرد. فولاد را می‌توان رنگ کرد که مقاومت در برابر آب را فراهم می‌کند. همچنین، مواد مقاوم در برابر آتش که برای پوشاندن فولاد استفاده می‌شود معمولاً در برابر آب نیز مقاوم است.
- کپک قارچی – فولاد نسبت به چوب سطح مناسب کمتری در محیط، برای رشد کپک قارچی را فراهم می‌کند.[۱۴]

بلندترین سازه‌ها امروزه (که معمولاً به آن " آسمان خراش‌ها " یا ساختمان مرتفع گفته می‌شود) به دلیل قابلیت خوب ساخت و همچنین نسبت بالای مقاومت به وزن فولاد، با استفاده از این مصالح ساخته می‌شوند. در مقایسه با بتن، اگرچه چگالی بتن از فولاد کمتر است، اما نسبت مقاومت به وزن بتن نیز بسیار کمتراست. به همین دلیل یک عضو سازه بتنی برای تحمل یک میزان معین بار به حجم بسیار بزرگتری نیاز دارد. فولاد گرچه متراکم تر است اما برای حمل بار به مواد زیادی احتیاج ندارد. اما، این مزیت برای ساختمانهای کم ارتفاع، یا برای ساختمانهای چند طبقه یا کمتر، اهمیت زیادی ندارد. بارهای ساختمانهای کم ارتفاع نسبت به سازه‌های مرتفع بسیار کمتر است و در نتیجه استفاده از بتن برای سازه اقتصادی تر است. این امر به ویژه در مورد سازه‌های ساده مانند پارکینگ یا هر ساختمانی که دارای شکل ساده مستطیلی است، صادق است.
فولاد ساختمانی و بتن مسلح همیشه فقط به خاطر اینکه ایده‌آل‌ترین مصالح برای سازه هستند انتخاب نمی‌شوند. شرکت‌ها همچون طراحان، به توانایی تولید سود برای هر پروژه ساختمانی متکی هستند. . قیمت مواد اولیه (فولاد، سیمان، مصالح سنگی درشت دانه، سنگدانه‌های ریز، الوار برای کار قالب بندی و غیره) دائماً در حال تغییر است. اگر امکان ساخت یک سازه با استفاده از هر یک از مصالح فولاد و بتن مسلح وجود داشته باشد، ارزانترین آن دو ممکن است تعیین‌کننده باشد. متغیر مهم دیگر، مکان پروژه است. نزدیکترین تأسیسات تولید فولاد ممکن است خیلی بیشتر از نزدیکترین تأمین کننده بتن از محل ساخت و ساز فاصله داشته باشد. هزینه بالای انرژی و حمل و نقل، در انتخاب نوع مصالح نیز تعیین‌کننده است. قبل از شروع طرح‌ریزی کلی یک پروژه ساختمانی، تمام این هزینه‌ها مورد توجه قرار خواهند گرفت.

### ترکیب فولاد و بتن مسلح
سازه‌هایی که از این دو ماده تشکیل شده‌اند از مزایای فولاد و بتن مسلح هر دو بهره‌مند می‌شوند. این روش هم‌اکنون در بتن آرمه متداول است که در آن از ظرفیت کششی میلگردهای تقویتی برای تأمین استحکام کششی در اعضای بتنی سازه استفاده می‌شود. نمونهٔ بارز آن در پارکینگ‌های چند طبقه است. برخی از این پارکینگ‌ها با استفاده از ستون‌های فلزی و دال بتن مسلح ساخته می‌شوند. بتن برای شالوده ریخته می‌شود و سطحی برای ساخته شدن پارکینگ بر روی آن را به پارکینگ می‌دهد. ستون‌های فولادی با پیچ و مهره یا جوشکاری آنها به میخ‌های فلزی که بخشی از آن‌ها از سطح دال بتن‌ریزی شده بیرون گذاشته شده‌اند، به شالوده متصل می‌شوند. تیرهای بتنی پیش ساخته می‌تواند برای نصب در طبقه دوم، به کارگاه تحویل داده شوند، که پس از آن یک دال بتنی برای قسمت روسازی پارکینگ ریخته می‌شود. این روند می‌تواند در مورد چندین طبقه انجام شود. یک پارکینگ از این نوع فقط نمونه ای قابل اجرا از بسیاری از سازه‌هایی است که می‌تواند از بتن مسلح و فولاد استفاده کنند.
مهندس سازه از وجود طرح‌های بی‌شماری برای ایجاد ساختمانی کارآمد، ایمن و مقرون به صرفه آگاه است. این وظیفهٔ آن مهندس است که در کنار مالک(ها)، پیمانکار(ها) و دیگر طرف‌های ذینفع در پروژه؛ برای رسیدن به یک نتیجهٔ ایدال متناسب با نیاز هر کدام از آنها، همکاری کند. مهندس، هنگام انتخاب مصالح سازه‌ای برای ساختمان، متغیرهای زیادی، از جمله هزینه، نسبت مقاومت / وزن، پایداری مصالح، قابلیت ساخت و غیره را در نظر می‌گیرد.

## خواص حرارتی
خواص فولاد بسته به عناصر آلیاژی آن بسیار متفاوت است.
درجه حرارت آستنیت کننده، دمایی که در آن فولاد به ساختار بلوری آستنیت تبدیل می‌شود، برای فولاد از ۹۰۰ درجه سلسیوس (۱٬۶۵۰ درجه فارنهایت) در مورد آهن خالص شروع می‌شود و با افزایش میزان کربن، دما به حداقل ۷۲۴ درجه سلسیوس (۱٬۳۳۵ درجه فارنهایت)، برای فولاد یوتکتیک (فولاد حاوی ۸۳٪ وزنی کربن تنها)، پایین می‌آید. با نزدیک شدن میزان کربن به ۲٫۱٪ (نسبت به جرم)، درجه حرارت آستنیت کننده بالا می‌رود و به ۱٬۱۳۰ درجه سلسیوس (۲٬۰۷۰ درجه فارنهایت) می‌رسد. به‌طور مشابه، نقطه ذوب فولاد بر اساس آلیاژ تغییر می‌کند.
کمترین دما که در آن یک فولاد کربنی ساده می‌تواند شروع به ذوب شدن کند، درجه حرارت جامد آن، ۱٬۱۳۰ درجه سلسیوس (۲٬۰۷۰ درجه فارنهایت)، است. فولاد، زیر این درجه حرارت، هرگز به مایع تبدیل نمی‌شود. آهن خالص ("فولاد" با ۰٪ کربن) با شروع به ذوب شدن ۱٬۴۹۲ درجه سلسیوس (۲٬۷۱۸ درجه فارنهایت)، و با رسیدن به ۱٬۵۳۹ درجه سلسیوس (۲٬۸۰۲ درجه فارنهایت) کاملاً مایع است فولاد با ۲٫۱٪ کربن وزن وزن شروع به ذوب شدن در ۱٬۱۳۰ درجه سلسیوس (۲٬۰۷۰ درجه فارنهایت)، و با رسیدن به ۱٬۳۱۵ درجه سلسیوس (۲٬۳۹۹ درجه فارنهایت) کاملاً ذوب می‌شود "فولاد" با بیش از ۲٫۱٪ کربن دیگر فولادی نیست، اما به عنوان چدن شناخته می‌شود.

## مقاومت در برابر آتش‌سوزی

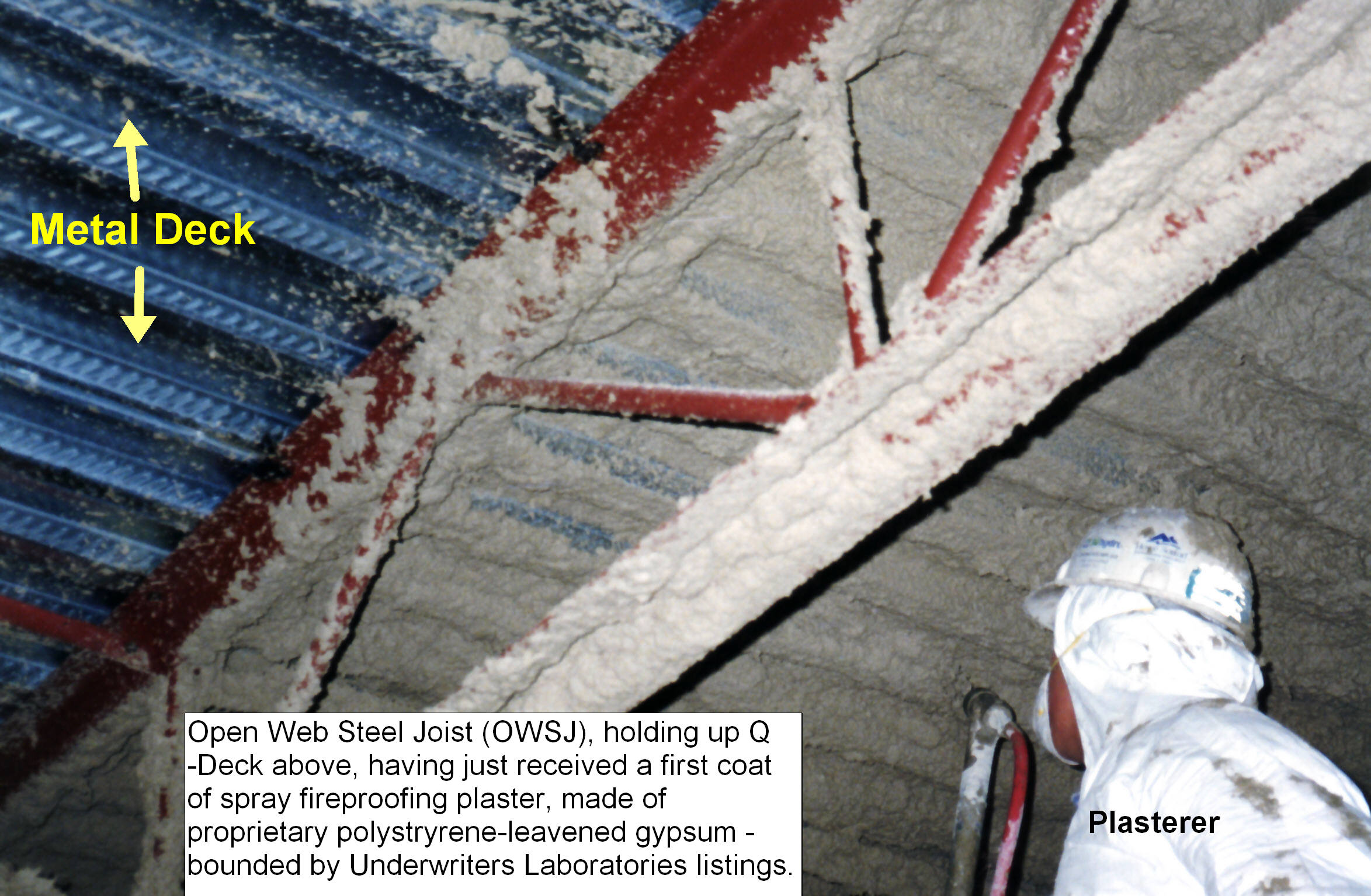
انجام اسپری اندود ضد آتش (ساخته شده از گچ با پودر پلی استایرن) روی عرشهٔ فلزی و تیرچهٔ فلزی با جان باز.

اگر فولاد به‌اندازهٔ کافی گرم شود، استحکام خود را از دست می‌دهد. دمای بحرانی یک عضو فولادی دمایی است که آن عضو فولادی در آن دما، دیگر نمی‌تواند با اطمینان، بار خود را تحمل کند. مقررات ساختمان و روش استاندارد در مهندسی سازه؛ بسته به نوع ساختاری عضو، پیکربندی، جهت و ویژگی‌های بارگذاری، دمای بحرانی متفاوتی را تعیین می‌کنند. دمای بحرانی اغلب دمایی در نظر گرفته می‌شود که در آن دما، تنش تسلیم (حد الاستیک) آن عنصر سازه‌ای، تا میزان ۶۰٪ عملکردی که برای آن در دمای اتاق در نظر بوده کاهش یافته‌باشد.به منظور تعیین رتبه‌بندی مقاومت در برابر آتش یک عضو فولادی، از روش محاسبات تأیید و پذیرفته‌شده می‌توان استفاده کرد،یا آزمایش آتش‌سوزی را می‌توان انجام داد؛ دمای بحرانی که آزمایش آتش‌سوزی آن توسط استاندارد پذیرفته‌شده‌ای مانند کد ساختمان، مورد تأیید مرجع صلاحیت داری تعیین شده‌است. در ژاپن این زیر ۴۰۰ درجه سانتیگراد است (نیاز به منبع). در چین، اروپا و آمریکای شمالی (به عنوان مثال، ASTM E-119)، این تقریباً ۱۰۰۰–۱۳۰۰ درجه فارنهایت(530-810 درجه سانتیگراد) است. مدت زمانی که طول می‌کشد تا عضو فولادی تحت آزمایش، به دمای تعیین شده توسط استاندارد آزمایش برسد، رتبه‌بندی مدت زمان مقاومت در برابر آتش را تعیین می‌کند. . انتقال حرارت به فولاد را می‌توان با استفاده از مواد نسوز ضد آتش کند کرده و در نتیجه دمای فولاد را محدود نمود. روش‌های متداول عایق کردن در مقابل حریق برای سازه‌های فولادی شامل استفاده از پوشش فولاد با اندود متورم شونده در گرما، استفاده از مواد گرماگیر، پوشش اندود و همچنین دیوار خشک، بوشش سبک فلزی عایق از جنس کلسیم سیلیکات و پتوهای عایق کننده از مواد پشم معدنی.
در ساختار سازه‌های بتنی معمولاً ضرورت‌های کد رتبه‌بندی مقاومت در برابر آتش رعایت شده‌است؛ همان‌گونه که شرط ضخامت بتنی که میلگرد فولادی را می‌پوشاند، خود سبب ایجاد مقاومت کافی در برابر آتش می‌شود. با این همه، بتن نیز خود می‌تواند دچار «خرد شدگی» و «خوردگی» (در اثر برخورد مکانیکی و آب و هوایی) شده‌باشد، به‌ویژه اگر بتن دارای میزان رطوبت بالایی باشد.
هرچند در سازه‌های بتنی غالباً عایق‌بندی اضافی انجام نمی‌شود، اما گاهی در تونل‌های ترافیکی و مکان‌هایی که احتمال آتش‌سوزی سوخت هیدروکربن بیشتر است، عایق‌بندی اضافی مورد استفاده قرار می‌گیرد، زیرا آتش‌سوزی‌های ناشی از مایع قابل اشتعال، میزان گرمای بیشتری را در مقایسه با آتش‌سوزی ناشی از مواد قابل احتراق معمولی در طی همان مدت زمان آتش‌سوزی به مواد سازه‌ای می‌دهند. مواد ضد حریق سازه‌های فلزی شامل مواد متورم شونده در گرما، مواد گرماگیر، پوشش اندود گچ و همچنین دیوار خشک، بوشش سبک فلزی عایق از جنس کلسیم سیلیکات و پتوهای عایق کننده درجه بالا از مواد معدنی یا پشمی می‌باشند. لازم است که اتصالات مورد توجه قرار گیرد، زیرا انبساط حرارتی سازه‌ای می‌تواند امتیاز و درجه مقاومت در برابر آتش سازه را به خطر بیندازد.

## ساخت
برش دادن طولی قطعه کار معمولاً با یک اره نواری انجام می‌شود.
خط مته نواری (خط مته) مدتهاست که روشی ضروری برای ایجاد سوراخها و شکاف‌های طولی ماشینی در تیرها، پروفیل‌های ناودانی و مقاطع جدار نازک HSS در نظر گرفته شده‌است. خطوط مته CNC، به‌طور معمول به نوار نقاله‌ها ی تغذیه کننده و سنسورهای موقعیت، برای انتقال عنصر به موقعیت مناسب برای انجام سوراخ‌کاری، مجهز شده‌اند. به علاوه امکانات مذکور قابلیت کاوش در تعیین محل دقیق سوراخ یا شکاف را نیز فراهم می‌کنند.
برای برش سوراخهای نامنظم یا کار بر روی انتهای غیر یکنواخت عناصر بعددار (غیر صفحه ای)، معمولاً از مشعل برش استفاده می‌شود. مشعل‌های با سوخت اکسیژن رایج‌ترین تکنولوژی هستند و طیف وسیعی از مشعل‌های دستی ساده تا ماشین آلات خودکار CNC، که حرکت سر مشعل را در سراسر عنصر سازه ای مطابق با دستورالعمل برش برنامه‌ریزی شده به دستگاه انجام می‌دهد، را شامل می‌شود.
ساخت صفحه صاف در یک مرکز پردازش صفحه انجام می‌شود که در آن صفحه به صورت صاف روی یک میز ثابت قرار می‌گیرد و سرهای مختلف برش را توسط بازویی به فرم زیر بشکه ای یا «پل» از روی صفحه عبور می‌دهند. سرهای برش می‌توانند شامل پانچ، مته یا مشعل باشند.